# ایگوسافت
ایگوسافت (انگلیسی: Egosoft) شرکت بازی ویدئویی آلمانی است، که در سال ۱۹۸۸ تأسیس شد.